# Pteroglossus inscriptus
Pteroglossus inscriptus (лат.) — вид птиц из семейства тукановых. Обитает в Колумбии, Бразилии и Боливии.

## Описание
Размер 33—35,5 см. У самцов номинативного подвида голова и шея чёрные. Грудь, брюхо и кроющие подхвостья жёлтого цвета с бледно-коричневыми вкраплениями.  Верхняя часть тела, крылья и хвост тёмно-зелёные, за исключением малинового надхвостья. Верхняя сторона клюва жёлтая с чёрными отметинами, нижняя — чёрная. Самцы и самки внешне схожи.

## Питание
Питаются плодами, ягодами, а также беспозвоночными.